# Laguna de los Cisnes (sjö i Argentina, Santa Cruz)
Laguna de los Cisnes är en sjö i Argentina.   Den ligger i provinsen Santa Cruz, i den södra delen av landet, 1 800 km sydväst om huvudstaden Buenos Aires. Laguna de los Cisnes ligger 623 meter över havet. Arean är 3,8 kvadratkilometer. Den sträcker sig 3,1 kilometer i nord-sydlig riktning, och 1,9 kilometer i öst-västlig riktning.
Omgivningarna runt Laguna de los Cisnes är i huvudsak ett öppet busklandskap. Trakten runt Laguna de los Cisnes är nära nog obefolkad, med mindre än två invånare per kvadratkilometer.